# Endre Lund Eriksen
Endre Lund Eriksen född 10 februari 1977 i Bodø, är en norsk författare.
Eriksen är utbildad i litteraturvetenskap, teaterhistoria, historia och författarstudier vid Universitetet i Tromsø.
Eriksen debuterade 2002, med barnboken Pitbull-Terje går amok. Boken fick Kultur- och kyrkodepartementets priser för barn- och ungdomslitteratur, är översatt till flera språk och blev 2005 filmatiserad (regissör Arild Frölich).